# Französische Meisterschaften im Skispringen 2023
Die französischen Meisterschaften im Skispringen 2023 fanden am 22. Dezember 2022 in Chaux-Neuve auf der Großschanze La Côte Feuillée statt. Entgegen den Vorjahren, als die Wettkämpfe zum Saisonende im Frühling stattgefunden haben, wurden sie diesmal vor Weihnachten 2022 durchgeführt. Parallel dazu wurden die Meisterschaften in der Nordischen Kombination ausgetragen, weshalb einige Kombinierer auch an den Wettkämpfen der Spezialspringer teilnahmen. Französische Meister wurden die Titelverteidiger Joséphine Pagnier und Enzo Milesi. Im Teamspringen setzte sich Savoie durch. Als Technischer Delegierter fungierte Étienne Gouy.

## Austragungsort
| \| Chaux-Neuve \| |
| Chaux-Neuve       |

| Chaux-Neuve |

## Ergebnisse

### Frauen
Für die französischen Meisterschaften der Frauen waren fünf Athletinnen gemeldet, doch war Léna Brocard schließlich abwesend. Joséphine Pagnier gewann ihren fünften Meistertitel in Folge. Mit acht Punkten Rückstand folgte die zweite französische Weltcup-Athletin Julia Clair, die im ersten Durchgang die größte Weite des Tages erzielt hatte und in Führung gelegen war. Beide Durchgänge wurden aus der Startluke 16 abgehalten.
| Platz | Name                | Verein         | Weite 1 | Weite 2 | Punkte |
| ----- | ------------------- | -------------- | ------- | ------- | ------ |
| 01.   | Joséphine Pagnier   | RC Chaux-Neuve | 096,5 m | 095,0 m | 185,6  |
| 02.   | Julia Clair         | SC Xonrupt     | 106,0 m | 083,0 m | 177,6  |
| 03.   | Lilou Zepchi-Ducrot | CS Courchevel  | 095,0 m | 074,5 m | 140,5  |
| 04.   | Emma Chervet        | CS Chamonix    | 077,0 m | 074,0 m | 107,2  |

### Männer
Für die französischen Meisterschaften der Männer waren 36 Athleten gemeldet, doch nahmen lediglich 34 Springer teil. In beiden Durchgängen gingen die Athleten aus Startluke 12 vom Balken. Nach dem ersten Durchgang lag Mathis Contamine in Führung, ehe er schließlich auf den dritten Rang zurückfiel. Meister wurde Enzo Milesi.
| Platz | Name                | Verein            | Weite 1 | Weite 2 | Punkte |
| ----- | ------------------- | ----------------- | ------- | ------- | ------ |
| 01.   | Enzo Milesi         | SC Nancéen        | 112,5 m | 109,5 m | 240,0  |
| 02.   | Valentin Foubert    | CS Courchevel     | 109,0 m | 110,5 m | 230,0  |
| 03.   | Mathis Contamine    | CS Courchevel     | 113,5 m | 096,0 m | 222,0  |
| 04.   | Mattéo Baud         | Olympic Mont D’Or | 109,0 m | 100,5 m | 215,0  |
| 05.   | Antoine Gérard      | US Ventron        | 100,0 m | 105,0 m | 207,9  |
| 06.   | Gaël Blondeau       | SC Mont Noir      | 100,5 m | 102,5 m | 201,8  |
| 07.   | Laurent Muhlethaler | Prémanon SC       | 104,5 m | 096,0 m | 200,3  |
| 08.   | Alessandro Batby    | CS Courchevel     | 101,5 m | 098,0 m | 198,0  |
| 09.   | Maël Tyrode         | SC Lesforugs      | 101,0 m | 095,0 m | 191,2  |
| 10.   | Jules Chervet       | CS Chamonix       | 097,0 m | 096,5 m | 189,2  |

### Team
Zum Abschluss der Meisterschaften fand das Teamspringen statt, bei dem nicht nur reine Männer-Teams, sondern vereinzelt auch gemischte Teams aus Männern und Frauen antraten. Insgesamt waren sieben Teams gemeldet, die alle in die Wertung kamen. Es gewann das Team Savoie den Titel. Grundlage hierfür war bereits der erste Sprung von Mathis Contamine, der mit 113,5 Metern den weitesten Satz des Tages darstellte und Savoie direkt in Führung brachte.
| Platz | Team         | Namen                                                               | Punkte                  | Gesamt |
| ----- | ------------ | ------------------------------------------------------------------- | ----------------------- | ------ |
| 01.   | Savoie I     | Mathis Contamine Faustin Moureaux Valentin Foubert Alessandro Batby | 236,6 142,6 212,6 202,3 | 794,1  |
| 02.   | Jura I       | Gaël Blondeau Maël Tyrode Laurent Muhlethaler Mattéo Baud           | 204,6 156,1 228,2 188,4 | 777,3  |
| 03.   | Mont Blanc I | Jules Chervet Ari Repellin Julien Gay Enzo Milesi                   | 195,4 172,6 179,9 207,3 | 755,2  |
| 04.   | Vosges       | Tom Rochat Célestin Meline Julia Clair Antoine Gérard               | 187,2 135,8 168,4 193,6 | 763,9  |